# Calamina (loção)
Calamina, também conhecida como loção de calamina, é um medicamento usado para tratar coceira leve. Isso inclui queimaduras solares, picadas de insetos, hera venenosa, carvalho venenoso ou outras doenças leves da pele. Também pode ajudar a secar a irritação da pele. É aplicado na pele como um creme ou loção.
Os efeitos colaterais podem incluir irritação da pele. É considerado seguro na gravidez. A calamina é uma combinação de óxido de zinco e 0,5% de óxido férrico (Fe 2 O 3). A loção é produzida com ingredientes adicionais, como fenol e hidróxido de cálcio.
A loção de calamina tem sido usada desde 1500 a.C. Está na Lista de Medicamentos Essenciais da Organização Mundial de Saúde. A calamina está disponível sem receita como um medicamento genérico. O custo de atacado no em países em desenvolvimento é de cerca de 0,25–3,85 dólares americanos por frasco de 100 ml. No Reino Unido, custa ao Serviço Nacional de Saúde cerca de £ 0,44.